# Staňkovice (kraj środkowoczeski)
Staňkovice – gmina w Czechach, w powiecie Kutná Hora, w kraju środkowoczeskim.
1 stycznia 2017 gminę zamieszkiwało 285 osób, a ich średni wiek wynosił 42,8 roku.